# Собор в Трегье
 Собор святого Тудвала  (фр. Cathédrale Saint-Tugdual de Tréguier) — церковь, в прошлом — кафедральный католический собор, находящийся в городе Трегье, Бретань, Франция. Освящена в честь святого Тудвала.

## История
Церковь построена в готическом стиле в XIV—XV веках на месте более ранней церкви романского стиля, который частично сохранился на одной из башен. Храм освящен в честь святого Тудвала, первого епископа епархии Трегье и одного из семи святых основателей Бретани. С самого начала образования епархии Трегье, образованной в V веке, храм являлся кафедрой епископов Трегье.
В 1801 году, после Французской революции, когда был заключен конкордат Святого Престола с Францией, епархия Трегье была упразднена буллой Qui Christi Domini Римского папы Пия VII и объединена с епархией Кемпера, после чего храм утратил свой статус кафедрального собора.